# Barbus guirali
 Barbus guirali és una espècie de peix cipriniforme de la família dels ciprínids.

## Morfologia
Els mascles poden assolir els 15,5 cm de longitud total.

## Distribució geogràfica
Es troba als rius del sud del Camerun i del Gabon.